# خولیو بواکوا
خولیو بواکوا (اسپانیایی: Julio Bevacqua‎؛ زادهٔ ۹ ژوئن ۱۹۸۰) بازیکن فوتبال اهل آرژانتین است.

## باشگاهی
از باشگاه‌هایی که در آن بازی کرده‌است می‌توان به باشگاه فوتبال فادوتس، باشگاه ورزشی سن لورنسو آلماگرو،	باشگاه ورزشی پورتیموننزه و باشگاه ورزشی براگا اشاره کرد.